# Münchener Straße (Frankfurt am Main)
Die Münchener Straße ist eine Innenstadtstraße in Frankfurt am Main. Sie verläuft von der Gallusanlage quer durch das Bahnhofsviertel bis zum Hauptbahnhof.

## Geschichte
Ihre Entstehung verdankt die Straße, genauso wie die parallel verlaufende Kaiserstraße und die Taunusstraße, der Auflassung der alten Frankfurter Westbahnhöfe, als 1888 der Frankfurter Hauptbahnhof eröffnet wurde – 600 Meter weiter westlich gelegen. Die so entstandene Bahnbrache eröffnete die Möglichkeit, mit dem Bahnhofsviertel ein ganz neues Stadtviertel zu errichten. Dessen südlicher Bereich, der vormals die Anlagen der Main-Neckar-Eisenbahn-Gesellschaft mit dem Main-Neckar-Bahnhof trug, wurde durch die heutige Münchener Straße, die damalige Kronprinzenstraße, erschlossen.
| Die drei Westbahnhöfe, um 1860 | Die noch unvollständig bebaute Kronprinzenstraße, 1893 |
| Die drei Westbahnhöfe, um 1860 | Die noch unvollständig bebaute Kronprinzenstraße, 1893 |

Die Erschließung erfolgte, ebenso wie die Verlegung der Bahnhöfe, im Rahmen der Vorbereitungen auf die Internationale Elektrotechnische Ausstellung, die im Jahre 1891 auf dem Gelände stattfand. Die Namensgebung für die Kronprinzenstraße erfolgte zu Ehren von Kronprinz Friedrich, dem späteren Kaiser Friedrich III., die Namensgebung für die Kaiserstraße zu Ehren von Kaiser Wilhelm I. Die Benennung geht auf die Proklamation des Kaisers und des Kronprinzen zu Ehrenmitgliedern der Freimaurerloge zur Einigkeit im Jahre 1883 zurück, deren Liegenschaft sich zwischen diesen beiden Straßen befindet.

## Lage und Bedeutung
Die Münchener Straße erschließt zusammen mit der Kaiserstraße als zentralem Boulevard und der nördlich davon gelegenen, ebenfalls parallel laufenden Taunusstraße das Bahnhofsviertel. Die wichtigsten kreuzenden Straßen sind Weser-, Elbe- und Moselstraße.
Während die nördlich gelegene parallele Taunusstraße und die genannten Querstraßen das Zentrum des Frankfurter Rotlichtbezirks bilden und durch Bordelle und andere Einrichtungen der Branche geprägt sind, ist die Münchener Straße eine multikulturelle Einkaufsstraße. Eine große Zahl von Geschäften mit Geschäftsführung und Produkten vor allem aus dem türkischen, islamisch-asiatischen und fernöstlichen Bereich sowie in den Hinterhöfen befindliche Moscheen prägen das Bild der Straße. In der Münchner Straße 21 befindet sich beispielsweise die Merkez Camii der DITIB. Hier tritt die multikulturelle Seite Frankfurts deutlich in Erscheinung.
Ergänzt wird Angebot durch das Hammermuseum Frankfurt.

## Bebauung
Die gründerzeitlich-historistische Bebauung prägt – trotz Schäden durch die Luftangriffe auf Frankfurt am Main im Zweiten Weltkrieg und unsensibler Sanierungen in den 1960er und 1970er Jahren – die Münchener Straße bis heute.

## ÖPNV
Die Münchener Straße wird auf ihrer gesamten Länge von der Innenstadtstrecke der Frankfurter Straßenbahn durchzogen, die hier mit ihren Linien 11, 12, 14 und dem Ebbelwei-Expreß verkehrt. Die parallel verkehrenden U-Bahn-Linien U4 und U5 verlaufen dagegen überwiegend unter der südlich in etwa parallel verlaufenden Gutleutstraße.

## Veröffentlichungen
- Michaela Böhm: Eine Weltreise in Frankfurt – In der Münchener Straße im Bahnhofsviertel sind viele Nationen zu Hause – friedliche Koexistenz aber noch kein gelungenes Miteinander. In: Frankfurter Rundschau – Frankfurt [Lokalteil] vom 15. Juni 2010, S. F 2f.